# Fred Fisher (cầu thủ bóng đá, sinh năm 1920)
Frederick Thomas Fisher (12 tháng 1 năm 1920 – 1993) là một cầu thủ bóng đá người Anh thi đấu ở vị trí hậu vệ.